# Bientina
Bientina är en ort och kommun i provinsen Pisa i regionen Toscana i Italien. Kommunen hade 8 430 invånare (2018).